# Tannhäuser und der Sängerkrieg aus Wartburg
Tannhäuser und der Sängerkrieg aus Wartburg (Tannhäuser e o torneio de trovadores de Wartburg, em alemão) é uma ópera em três atos com a música de Richard Wagner, e com o libreto do próprio compositor. Estreou  no ano de 1845 no Königliches Hoftheater, na cidade Dresden, na Alemanha, e tinha como título original "Der Venusberg".

## Enredo
Tannhäuser (também conhecido como O Concurso de Canto de Wartburg) é uma ópera de 3 actos com libreto do próprio Wagner que nos fala da redenção pelo amor. Tal como em Der fliegende Holländer, o sacrifício feminino espia os pecados masculinos. O Dilema ainda actual, entre o amor profano, carnal e o amor casto associado ao casamento, é uma questão central. Na abertura do Tannhäuser, Wagner conta toda a ópera, apresentando os seus vários motivos musicais, numa cadência cinematográfica de banda sonora colossal.
A ação decorre ao pé de Wartburg, terra de grandes cavaleiros trovadores, onde se realizavam pacíficos concursos de canto, no século XIII.
Reza a lenda que ao pé de Wartburg existia o monte de Vénus onde a bela deusa atraía e mantinha cativos no puro deleite, os cavaleiros trovadores. Tannhäuser caiu na quentes garras de Vénus. A ópera começa num grande bacanal. Tannhäuser saciado, quer voltar a casa, respirar ar puro, ouvir os sinos da igreja. Canta à deusa para o deixar partir. Vénus insiste para ele permanecer com ela, usando todos os seus encantos, mas Tannhäuser evoca a virgem Maria e por artes mágicas todo o monte de Vénus se desvanece e Tannhäuser, encontra-se aos pés de uma cruz, no vale de Wartburg . Ouve-se o canto de um jovem pastor. Perigrinos passam a caminho de Roma. Sonha juntar-se a eles. Nisto, surgem da caça vários cavaleiros trovadores os seus amigos de longa data que o reconhecem e o convencem a voltar a Wartburg. Wolfram explica-lhe que a bela Elisabeth, a sobrinha do Conde de Thüringen, que Tannhäuser amara outrora, desde a sua partida, ficou tomada de uma grande tristeza. 
Elisabeth está radiante com o regresso de Tannhäuser e saúda a sala que acolheu os seus sucessos passados na famosa ária “Dich teure Halle”. Ele entra acompanhado de Wolfram. Elisabeth pergunta-lhe onde esteve. Tannhäuser confessa-lhe que voltou graças à sua imagem. Exprimem o seu amor num dueto.
O dia do torneio chegou, o conde de Thünringen e Elisabeth recebem os convidados. O conde anuncia que o tema do torneio é o despertar do amor e convencido da futura vitória de Tannhäuser, oferece a mão de Elisabeth ao vencedor. Tiram à sorte e calha a Wolfram iniciar, louvando a pureza do amor. Tannhäuser responde louvando o amor dos sentidos. todos os restantes concorrentes vêm reforçar o louvor ao amor puro, Tannhäuser responde-lhes provocador, que se querem conhecer o verdadeiro amor, têm de conhecer o amor carnal e irem ao monte de Vénus experimentar. Horrorizados por esta blasfémia tentam castigar Tannhäuser, mas Elisabeth protege-o. Tannhäuser parte com os perigrinos para Roma, na tentiva de obter o perdão do Papa. Elisabeth espera por ele. Nos últimos peregrinos vindos de Roma, não o encontra. Wolfram que sempre a amou adivinha a sua morte na sublime ária “O Du mein holder Abendstern”. Elisabeth morre quando Tannhäuser regressa. Vénus surge a Tannhäuser apelando-a a voltar à sua caverna. Wolfram mostra-lhe que o cortejo fúnebre que se avizinha é o de Elizabeth. Tannhäuser corre para o cortejo e sucumbe em cima da figura da sua amada, dizendo “querida Elisabeth reza por mim.

## Passagens musicais famosas
Tannhäuser é uma das poucas óperas convencionais de Wagner (com árias, recitativos, duetos, coros, etc.). Podem ser citadas como famosas as seguintes passagens:
- Abertura
- Dueto de Venus e Tanhäuser - "Geliebter, sag…"
- Entrada dos Convidados - "Freudig begrüssen…"
- Coro dos Peregrinos - "Beglückt darf nun dich…"
- Ária de Wolfram - "Wie Todes Ahnung…"
- Ária de Elisabeth - "Dich, teure Halle"
- Finale da Ópera - "Heil! Der Gnade wünder Heil!..."